# Leon Klinghoffer
Leon Klinghoffer (24 september 1916 - 8 oktober 1985) was een gepensioneerde productiearbeider die werd vermoord tijdens de kaping van de Achille Lauro.
De 69-jaar oude gehandicapte Leon Klinghoffer was in zijn rolstoel aan boord van de Achille Lauro toen het schip op 7 oktober 1985 werd gekaapt door vier Palestijnse terroristen. Hij werd door hen doodgeschoten en zijn lichaam werd met zijn rolstoel overboord gegooid. Zijn vrouw, Marilyn Klinghoffer, werd gezegd dat Leon naar de ziekenboeg was overgebracht. Leon en Marilyn Klinghoffer, Joodse Amerikanen, hadden de cruise geboekt om hun zesendertigste trouwdag te vieren. 
Vier maanden na de moord op Leon overleed Marilyn aan darmkanker. 
De kinderen van Leon Klinghoffer werden in een minnelijke regeling met  de PLO gecompenseerd, zonder dat de PLO verantwoordelijkheid voor de terreurdaad erkende. De verantwoordelijkheid zou bij het Palestijns Bevrijdingsfront (PLF) liggen.

## Opera
John Adams schreef een opera die in 1991 in première ging, genaamd The Death of Klinghoffer, op een libretto van Alice Goodman.